# Philip Wilby
Philip Wilby (Pontefract, West Yorkshire, 1949) is een hedendaags Brits componist en muziekpedagoog.

## Levensloop
Wilby ging op de Kings School en op de Leeds Grammar School van zijn geboorteplaats en zong in de kerkkoor mee, speelde viool. Vioolles kreeg hij bij Eta Cohen. De muziekstudies deed hij aan het Keble College, in Oxford onder andere compositie bij Herbert Howels. Verder was hij violist in het National Youth Orchestra. Zijn betrekking tot het compositiestudie ging verder ook als hij aanvankelijk al een professionele loopbaan begon. In 1971 gradueerde hij tot Bachelor of Music in Oxford.
Wilby kreeg orkestervaring als violist in het orkest van de Royal Opera Covent Garden in Londen en bij het City of Birmingham Orchestra. Op advies en uitnodiging van Alexander Goehr werd hij in 1972 docent, later professor en hoofd van de compositieafdeling aan de Universiteit van Leeds te Leeds. Verder gaf hij cursussen aan de Dartington Summer School en de Canford Summer School alsook in Duitsland, Noorwegen en de Verenigde Staten.
Als componist kreeg hij opdrachten van de California State University - Fresno, de St Paul's Cathedral, te Norwich, de Liverpool Anglican Cathedral, de British Broadcasting Corporation (BBC) en het English Northern Philharmonia.

## Composities

### Werken voor orkest
- 1984 Sunstudy
- 1988 The Wings of Morning, voor twee hobo's, twee hoorns en strijkers
- 1991 Symphony No 2, «Voyaging», voor groot orkest en kinderkoor
- 1992 The Cry of Iona
- 1993 Concerto for Percussion, voor slagwerk solo en orkest
- 1993 An Imagined Fable
- 1998 StreetScene
- Clodhopper

### Werken voor harmonieorkest en brass-band
- 1983 Firestar
- 1985 And I move around the Cross: Concerto for ten Winds, voor tien blazers
- 1985 Little Symphony for Brass, voor brass-band
- 1986 Symphony No 1, «Symphonia Sacra: In Darkness Shine»
- 1987 Concertmusic
- 1988 Catcher of Shadows
- 1990 The new Jerusalem, symfonisch gedicht voor brass-band
- 1991 Paganini Variations, voor harmonieorkest[1][2]
- 1991 Flight, voor solo flugelhoorn en brass-band
- 1992 Toccata Festiva, voor brass-band
- 1992 White-knucklebone Ride, voor trombone solo en harmonieorkest
- 1993 Masquerade, voor brass-band
- 1994 Laudibus in Sanctis (150. Psalm)
- 1995 Dawnflight
- 1995 Revelation, voor brass-band (verplicht werk op de British Open Championships 1995)
- 1997 A Passion for Our Times, voor spreker, celebrant, dansers (ad. lib), gemengd koor, orgel en groot harmonieorkest
- 1997 Jazz, voor brass-band
- 2002 Leonardo, voor brass-band
- 2006 Concerto 1945, voor trompet (of cornet) en harmonieorkest
- A Dove Descending, voor brass-band
- Concert Galop, voor eufonium solo en harmonieorkest
- Dance Before The Lord, voor brass-band
- Greek Dance Zebiekikos, voor eufonium en brass-band
- Heritage Fanfare
- Music for a moving Image, voor brass-band
- Oratory, voor brass-band
- Partita for Band (Postcards from Home)
  1. Towers and Chimneys
  2. Churches: Lord of the Dance
  3. Sunday Afternoon-Pastorale
  4. Coronation Day Parade
- Suite: The Seasons, voor brass-band
  1. Turn of the Leaf: Prelude and Dedication
  2. Spring: Waltz
  3. High Summer: Marziale
- The Clash of Steel, voor brass-band
- The Lowry Sketchbook (gebaseerd op Johann Sebastian Bachs Partita in E), voor brass-band (ook een uitgave voor harmonieorkest)
  1. City Scape
  2. Family Portraits
  3. Peel Park (The Bandstand)
- Toccata Brilliante
- Vienna Nights, voor brass-band
- Psalms and Alleluias

### Missen en gewijde muziek
- 1978 Et Surrexit Christus, voor drie sopranen en instrumentalensemble, piano en orgel
- 1983 The Temptations of Christ, voor sopraan, gemengd koor, orkest en elektronische instrumenten
- 1984 God be in my Head, voor solisten, gemengd koor en orgel
- 1984 Make me a Light, voor kinderkoor en piano
- 1985 If ye love me, voor gemengd koor en orgel
- 1986 Echo Carol, voor 2 solisten, hoge stemmen en orgel
- 1987 Cantiones Sacrae, voor spreker, tenor, dansers, gemengd koor (SATB), 2 slagwerkers en orgel
- 1987 The Word made Flesh (Christmas), voor solisten, gemengd koor en orgel
- 1988 St Paul's Service: Magnificat & Nunc Dimittis, voor hoge stemmen en orgel
- 1992 Trinity Service: Magnificat & Nunc Dimittis, voor gemengd koor en orgel
- 1993 Vox Dei, voor dubbelkoor
- 1994 Evening Liturgy, voor dubbelkoor en orgel
  1. Two Seraphim
  2. Benediction
  3. Prayer
  4. Conclusion
- 1997 A Passion for Our Times, voor spreker, celebrant, dansers (ad. lib.), gemengd koor, orgel en groot harmonieorkest
- 1998 A Peace Prayer (After St Francis of Assisi), voor dubbelkoor
- Te Deum Laudamus, voor gemengd koor en orgel

### Werken voor koor
- 3 North Country Folksongs, voor gemengd koor
- Lincoln Windows, zes Alpha en Omega motetten voor gemengd koor en orgel
  1. Introduction - Solomn
  2. Nativity
  3. Baptism
  4. Last Supper
  5. Crucifixion
  6. Resurrection
  7. Ascension
  8. Chorale Prelude on Martyrdom (orgel solo)
  9. Caedmon’s Dream
  10. Prayer of Mannaseh
  11. Chorale Prelude on Michael (orgel solo)
  12. Goldfinch Carol (fluit solo)
  13. Sonnet
  14. Chorale Prelude on Down Ampney (orgel solo)
  15. Wondrous Cross
- Marianne, voor gemengd koor
- Weep weep, mine eyes, voor gemengd koor
- Oft have I vowed, voor gemengd koor
- Draw on sweet night, voor gemengd koor

### Vocale muziek
- 1977/1985 Winter Portait in Grey and Gold, voor sopraan, klarinet, viool, piano en instrumenten buiten het podium
- 1983 10 Songs of Paul Verlaine, voor bariton en piano
- 1986 The Highland Express, voor spreker, solisten en orkest
- 1989 Easter Wings, voor sopraan, twee klarinetten, altviool, cello en contrabas
- 1990 To the Green Man, voor sopraan en piano
- 1995 Unholy Sonnets, voor solozang, piano en brass-band
  1. Time To Admit My Altar Is A Desk
  2. Two Forces Rule The Universe
  3. There Was A Pious Man
  4. If God Survives Us, Will His Kingdom Come?
- 1998 Songs from Mount Grace, voor solisten en gemengd koor
- Of Angel's Song, voor hoge stem en orgel

### Kamermuziek
- 1988 Breakdance, voor solo blokfluit en geluidsband
- 1988 Classic Images, voor koperkwintet
- 1993 Partita on the Krakov Fanfare, voor koperkwintet
- 1988 Green Man Dancing, voor blazerskwintet
- 1988 Concert Music, voor zeven blazers en slagwerk
- 1987 Two Concert Studies, voor viool en piano
- 1988 Parables, versie 1: voor cello en piano - versie 2: voor altviool en piano
- 1986 Sonata Sacra, voor klarinet, altviool en piano
- 1985 The Night and all the Stars, voor hoorn, viool, twee altviolen en cello
- 1990 Music for East Coker: Strijkkwartet no. 5
- 1998 Ruach "Breath of God", voor trombone en orgel
- Capricorn Suite, voor vier trombones
- Concerto 1945, voor trompet (of cornet) en piano
- Igniting Breath! "Maori: Haka!", voor koperkwintet en kleine trom
- White Knuckle Ride, voor trombone en piano

### Werken voor orgel
- 1982 Three Concert Studies
- Prelude, Fugue & Toccata
- Three Preludes On English Tunes
- Toccata Festiva

### Werken voor piano
- Aunque Es De Noche
- Lifescape - Mountains
- Roses For The Queen Of Heaven